# 木村旭
木村旭 (きむらあきら、- )は、日本の建築家。岡山県を拠点に活動。木村建築設計事務所を主宰した。岡山県建築士事務所協会名誉会長。

## 代表作品
- グリーンヒルズ津山グラスハウス（日本建築学会賞作品賞）
- 福吉町ビル（中国ニューオフィス奨励賞、平成28年度岡山市景観まちづくり賞）
- ノートルダム清心女子大学ラーニングコモンズ
- 呉聖園マリア園
- 旭川学園
- 吉井外科内科クリニック
- 社会福祉法人津山福祉会高寿園
- 勝央町立勝間田小学校 低学年棟
- 旭川荘 療育・医療センター
- 岡山市東区役所東消防署東水道センター
- 渡辺病院
- 瀬戸内市立牛窓東小学校
- ノートルダム清心女子大学講義棟
- 美咲町立中央中学校
- 光生病院 西新館
- 特別養護老人ホーム ホタルの里
- 早島町町民総合会館（ゆるびの舎）
- 山陽アルファ(株)中山下ビル（岡山市まちづくり賞平成16年度建築物部門賞）
- 岡山市立岡輝中学校
- 社会福祉法人 岡山博愛会病院・介護老人保健施設「みくに」
- 高雄工業岡山工場増築